# Tommy Candy Shop ♥ Sugar ♥ Me
Albums de Tommy february6
February & Heavenly
(2012)
Singles
Tommy Candy Shop ♥ Sugar ♥ Me est le 4e album studio de Tommy february6 sorti le 12 juin 2013 sous le label Warner Music Japan. Il arrive 9e à l'Oricon et reste classé 4 semaines.

## Liste des titres
Tous les arrangements et la musique sont de Malibu Convertible et Tommy february6.
| 1.  | Fairy Dust                        | 4:23 |
| 2.  | Sugar ♥ Me                        | 3:37 |
| 3.  | Runaway                           | 3:37 |
| 4.  | Angel Fade                        | 3:34 |
| 5.  | Spacey Cowgirl                    | 4:38 |
| 6.  | Pink Army                         | 3:43 |
| 7.  | Ai no ♥ Ai no Hoshi (愛の♥愛の星) | 3:28 |
| 8.  | My Vacation                       | 5:01 |
| 9.  | Summer Bubbles                    | 5:13 |
| 10. | Be My Valentine                   | 6:00 |

| 1. | Sugar ♥ Me (PV)            |  |
| 2. | Runaway (PV)               |  |
| 3. | Sugar ♥ Me (PV Dance ver.) |  |
| 4. | Runaway (PV Dance ver.)    |  |